# Licania intrapetiolaris
Espèce
Synonymes
- Licania heteromorpha var. grandifolia Benoist[1] [2]
- Licania intrapetiolaris var. brevis J.F.Macbr.[1] [2]

Licania intrapetiolaris est une espèce de plantes à fleurs de la famille des Chrysobalanaceae.

## Liste des variétés
Selon Tropicos (10 avril 2019) (Attention liste brute contenant possiblement des synonymes) :
- variété Licania intrapetiolaris var. brevis J.F. Macbr.
- variété Licania intrapetiolaris var. intrapetiolaris

## Publication originale
- Flora Brasiliensis 14(2): 11. 1867.